# راندي فيشر
راندي فيشر (بالإنجليزية: Randy Fischer)‏ هو سياسي أمريكي، ولد في 1951 في فورت كولنز في الولايات المتحدة. حزبياً، نشط في الحزب الديمقراطي. وقد انتخب عضو مجلس نواب كولورادو.